# サンティアゴ・セグラ
サンティアゴ・セグラ（スペイン語: Santiago Segura, 1965年7月17日 - ）は、スペイン・マドリード出身の俳優・脚本家・プロデューサー・映画監督。ドジでおバカなダメ警官によるコメディ映画『トレンテ』シリーズの脚本・監督・製作を担当し、自ら主人公を演じている。ハビエル・バルデムやペネロペ・クルスなどのように、本国スペインだけでなくアメリカでもよく知られた俳優である。

## 経歴
1965年にマドリードのカラバンチェル区に生まれ、14歳でスーパー8カメラを手にして短編映像を撮り始めた。マドリード・コンプルテンセ大学で芸術を学び、プロの映画製作者を志した。1989年には7,000ペセタ（約50米ドル）の低予算で短編『Relatos de media noche』を監督し、1990年の国際青年映画祭で次点と100,000ペセタの賞金を得た。1992年にはプロとして初の短編『Evilio』を監督した。1993年の短編『Perturbado』は、ゴヤ賞で短編映画賞を受賞した。映画制作の傍らで、ゲームショウへの参加、ウェイターとしての仕事、エロ小説やエロ漫画の執筆などで忙しい日々を過ごした。
1993年にはアレックス・デ・ラ・イグレシア監督の『ハイルミュタンテ! 電撃XX作戦』で小さな役を演じ、2年後の1995年には同監督作『ビースト 獣の日』に起用されてゴヤ賞で新人男優賞を受賞した。1998年には『トレンテ ハゲ!デブ!大酒飲みの女好き! 超肉食系スーパーコップ』を監督し、ゴヤ賞で監督賞を受賞した。
セグラはアメリカ文化の大ファンであり、エディ・マーフィやスティーヴ・マーティンのコメディ作品を好んでいる。ハリウッド映画やアメリカン・コミックスを原作とする映画に出演することが多く、イグレシア監督の『ペルディータ』（1996年）、ギレルモ・デル・トロ監督の『ブレイド2』（2002年）、『ヘルボーイ』（2004年）、『ヘルボーイ/ゴールデン・アーミー』（2008年）、『パシフィック・リム』（2013年）、 デニス・デューガン監督の『ジャックとジル』（2011年）、『エージェント・コーディ ミッション in LONDON』（2014年）等に出演している。
プロデューサー（製作者）としても活動している。アミゲテス・エンターテインメント社の所有者であり、アミゲテス社はチリ出身のニコラス・ロペスを監督に起用し、2004年にコメディ映画『Promedio Rojo』を製作した。セグラは吹き替えの仕事も行っている。アメリカ製のテレビゲーム『ブルータル・レジェンド』の英語版では主人公エディ・リグスの声をハリウッド俳優のジャック・ブラックが吹きこんでいるが、スペイン語版ではセグラがリグスの声を吹きこんでいる。2010年には伝説的な漫画家かつ無精者であるマヌエル・バスケス・ガリェゴの伝記的映画『El gran Vázquez』でバスケス役を演じた。
メーキャップアーティストのマリーア・アマロとの間に2人の娘がいる。長女は2014年の『Torrente V: Operación Eurovegas』にカメオ出演しており、作業場で働く児童労働者を演じている。

### 『トレンテ』シリーズ
1998年にはダークコメディ『トレンテ ハゲ!デブ!大酒飲みの女好き! 超肉食系スーパーコップ』の脚本・監督・製作を担当。さらには主人公として出演しており、ハゲでデブで大酒飲みで女好きの超肉食系なスーパー刑事を演じた。この作品の主人公は堕落した人種差別的な悪徳警官であり、興行的にも大ヒットを記録した。この映画を原作としてPCゲーム「Torrente: El juego」も製作されている。2001年には『Torrente 2: Misión en Marbella』の脚本・監督・製作を担当し、この2作目は2283万8500ユーロの興行収入を記録。スペイン映画の興行収入記録を塗り替えた。自身は俳優としてヨーロッパ映画賞でピープルズ・チョイス（観客賞）の男優賞にノミネートされた。
2005年9月にはやはり脚本・監督・製作を担当した『Torrente 3: El protector』が公開された。2005年6月に公開されていた『バットマン ビギンズ』をもじった「Torrente Acabado」（トレンテ フィニッシュト）というキャッチコピーが広告に使われた。セグラ自身は『Torrente 3: El protector』がシリーズ最終作になるかもしれないと発言していたが、2011年には『トレンテ4』が公開された。日本では2011年9月15日に第8回ラテンビート映画祭で上映されている。2014年にはゲスト俳優にハリウッドスターのアレック・ボールドウィンを招き、『Torrente V: Operación Eurovegas』を製作した。

## フィルモグラフィー
| 年     | 原題                                      | 日本語題                                                    | 役割                   | 備考                             |
| ------ | ----------------------------------------- | ----------------------------------------------------------- | ---------------------- | -------------------------------- |
| 1989年 | Relatos de medianoche                     |                                                             |                        | 短編映画。                       |
| 1990年 | Eduardo                                   |                                                             |                        | 短編映画。                       |
| 1992年 | Evilio                                    |                                                             |                        | 短編映画。                       |
| 1992年 | El cobrador del gas sólo llama una vez    |                                                             |                        | 短編映画。                       |
| 1993年 | Acción mutante                            | ハイルミュタンテ! 電撃XX作戦                                | 俳優                   |                                  |
| 1993年 | Perturbado                                |                                                             |                        | 短編映画。ゴヤ賞短編映画賞受賞。 |
| 1994年 | Evilio vuelve                             |                                                             |                        | 短編映画。                       |
| 1994年 | Todo es Mentira                           |                                                             | 俳優                   |                                  |
| 1995年 | Two Much                                  |                                                             | 俳優                   |                                  |
| 1995年 | El día de la Bestia                       | ビースト 獣の日                                             | 俳優                   | ゴヤ賞新人男優賞受賞。           |
| 1997年 | Perdita Durango                           | ペルディータ                                                | 俳優                   |                                  |
| 1998年 | Torrente, El brazo tonto de la ley        | トレンテ ハゲ!デブ!大酒飲みの女好き! 超肉食系スーパーコップ | 俳優・脚本・監督       | ゴヤ賞監督賞受賞。               |
| 1998年 | La niña de tus ojos                       | 美しき虜                                                    | 俳優                   |                                  |
| 1999年 | Muertos de risa                           | どつかれてアンダルシア (仮)                                 | 俳優                   |                                  |
| 1999年 | París-Tombuctú                            |                                                             | 俳優                   |                                  |
| 2000年 | El corazón del guerrero                   | クィーン&ウォリアー                                         | 俳優                   |                                  |
| 2001年 | La mujer mas fea del mundo                | 世界で一番醜い女                                            | 俳優                   |                                  |
| 2000年 | Sabotage!                                 |                                                             | 俳優                   |                                  |
| 2000年 | Obra maestra                              |                                                             | 俳優                   |                                  |
| 2001年 | Torrente 2: Misión en Marbella            |                                                             | 俳優・脚本・監督・製作 |                                  |
| 2001年 | Son de mar                                |                                                             | 俳優                   |                                  |
| 2001年 | Chica de Río                              | ガール・フロム・リオ                                        | 俳優                   |                                  |
| 2002年 | Blade II                                  | ブレイド2                                                   | 俳優                   |                                  |
| 2002年 | Asesino en serio                          |                                                             | 俳優・共同製作         |                                  |
| 2003年 | Locos por el oro                          |                                                             | 俳優                   |                                  |
| 2003年 | Beyond Re-Animator                        |                                                             | 俳優                   |                                  |
| 2003年 | El oro de Moscú                           |                                                             | 俳優                   |                                  |
| 2003年 | Tiptoes                                   |                                                             | 俳優                   |                                  |
| 2003年 | Una de zombis                             |                                                             | 俳優・製作             |                                  |
| 2004年 | Agent Cody Banks 2: Destination London    | エージェント・コーディ ミッション in LONDON                 | 俳優                   |                                  |
| 2004年 | Hellboy                                   | ヘルボーイ                                                  | 俳優                   |                                  |
| 2004年 | Isi Disi                                  |                                                             | 俳優                   |                                  |
| 2004年 | Promedio rojo                             |                                                             | 製作                   |                                  |
| 2004年 | Di que sí                                 | スキと言って!                                               | 俳優                   |                                  |
| 2004年 | El asombroso mundo de Borjamari y Pocholo |                                                             | 俳優・製作             |                                  |
| 2005年 | Torrente 3: El protector                  |                                                             | 俳優・脚本・監督・製作 |                                  |
| 2006年 | Isi & Disi, alto voltaje                  |                                                             | 俳優                   |                                  |
| 2008年 | Asterix at the Olympic Games              |                                                             | 俳優                   |                                  |
| 2008年 | Hellboy II: The Golden Army               | ヘルボーイ/ゴールデン・アーミー                             | 俳優                   |                                  |
| 2008年 | Manolete                                  | マノレテ 情熱のマタドール                                   | 俳優                   |                                  |
| 2010年 | Balada triste de trompeta                 | 気狂いピエロの決闘                                          | 俳優                   |                                  |
| 2010年 | Tensión sexual no resuelta                |                                                             | 俳優                   |                                  |
| 2010年 | El Gran Vazquez                           |                                                             | 俳優                   |                                  |
| 2011年 | Torrente 4: Lethal Crisis                 | トレンテ4                                                   | 俳優・脚本・監督・製作 |                                  |
| 2011年 | La chispa de la vida                      | 刺さった男                                                  | 俳優                   |                                  |
| 2011年 | Jack y su gemela                          | ジャックとジル                                              | 俳優                   |                                  |
| 2011年 | Pa' Habbo                                 |                                                             | 俳優                   |                                  |
| 2012年 | Comme un chef                             |                                                             | 俳優                   |                                  |
| 2013年 | Pacific Rim                               | パシフィック・リム                                          | 俳優                   |                                  |
| 2013年 | Las brujas de Zugarramurdi                | スガラムルディの魔女                                        | 俳優                   |                                  |
| 2014年 | Torrente V: Operación Eurobegas           |                                                             | 俳優・脚本・監督・製作 |                                  |
| 2016年 | Wild Oats                                 |                                                             | 俳優                   |                                  |

## 受賞とノミネート
ゴヤ賞
| 年     | 部門       | 作品                                                        | 結果 |
| ------ | ---------- | ----------------------------------------------------------- | ---- |
| 1993年 | 短編映画賞 | Perturbado                                                  | 受賞 |
| 1995年 | 新人男優賞 | ビースト 獣の日                                             | 受賞 |
| 1998年 | 監督賞     | トレンテ ハゲ!デブ!大酒飲みの女好き! 超肉食系スーパーコップ | 受賞 |

その他の賞
| 年     | 映画祭/映画賞                | 部門                                 | 作品                                                                            | 結果         |
| ------ | ---------------------------- | ------------------------------------ | ------------------------------------------------------------------------------- | ------------ |
| 1994年 | シッチェス映画祭             | 男優賞                               | Justino                                                                         | 受賞         |
| 1995年 | スペイン俳優協会賞           | 新人男優賞                           | ビースト 獣の日                                                                 | ノミネート   |
| 1998年 | フォトグラマス・デ・プラータ | 映画男優賞                           | La niña de tus ojos トレンテ ハゲ!デブ!大酒飲みの女好き! 超肉食系スーパーコップ | ノミネート   |
| 1999年 | トゥリア賞                   | コロンブスの卵賞                     | コロンブスの卵賞                                                                | 受賞         |
| 1999年 | Fant-Asia映画祭              | 外国作品賞                           | トレンテ ハゲ!デブ!大酒飲みの女好き! 超肉食系スーパーコップ                     | セレクション |
| 1999年 | ペニスコラ・コメディ映画祭   | 男優賞                               | どつかれてアンダルシア (仮)                                                     | 受賞         |
| 2001年 | ヨーロッパ映画賞             | ピープルズ・チョイス（観客賞）男優賞 | Torrente 2: misión en Marbella                                                  | ノミネート   |